# Bélgica en los Juegos Olímpicos de Atlanta 1996
Bélgica estuvo representada en los Juegos Olímpicos de Atlanta 1996 por un total de 61 deportistas que compitieron en 14 deportes.  
El portador de la bandera en la ceremonia de apertura fue el tenista de mesa Jean-Michel Saive.

## Medallistas
El equipo olímpico belga obtuvo las siguientes medallas:
| Nombre                 | Deporte  | Competición   |
| ---------------------- | -------- | ------------- |
| Oro                    |          |               |
| Ulla Werbrouck         | Judo     | –72 kg F      |
| Frédérik Deburghgraeve | Natación | 100 m braza M |
| Plata                  |          |               |
| Gella Vandecaveye      | Judo     | –61 kg F      |
| Sébastien Godefroid    | Vela     | Finn M        |
| Bronce                 |          |               |
| Harry Van Barneveld    | Judo     | +95 kg M      |
| Marie-Isabelle Lomba   | Judo     | –56 kg F      |